# Tvoje lice zvuči poznato (2. sezona)
Druga sezona hrvatskog plesno-pjevačko showa Tvoje lice zvuči poznato s prikazivanjem je započela 13. rujna, a završila 6. prosinca 2015. godine. Sezona se prikazivala svake nedjelje u 20 sati na kanalu Nova TV.  Emiisja je utemeljena na izvornoj nizozemskoj inačici Your Face Sounds Familiar.
Pobjednik finalne, trinaeste epizode i druge sezone emisije je Saša Lozar.

## Voditelji i žiri

### Voditelji
- Igor Mešin
- Rene Bitorajac

### Žiri
U drugoj sezoni showa članovi žirija su tri stalna člana i jedan gostujući član po epizodi:
- Branko Đurić - glumac i filmski redatelj
- Sandra Bagarić - operna pjevačica
- Tomo In Der Mühlen - producent i DJ
- gostujući član žirija

## Natjecatelji
U trećoj sezoni iz tjedna u tjedan nastupalo je osam kandidata.
| Natjecatelj    | Godina rođenja | Mjesto rođenja   | Zanimanje                      |
| -------------- | -------------- | ---------------- | ------------------------------ |
| Ivan Šarić     | 1984.          | Zadar, Hrvatska  | Stand-up komičar i TV voditelj |
| Saša Lozar     | 1980.          | Laduč, Hrvatska  | Pjevač                         |
| Renata Sabljak | 1977.          | Zagreb, Hrvatska | Pjevačica i glumica            |
| Luka Bulić     | 1980.          | Zagreb, Hrvatska | Stand-up komičar i TV voditelj |
| Maja Posavec   | 1983.          | Đakovo, Hrvatska | Pjevačica i glumica            |
| Ivana Marić    | 1982.          | Čapljina, BiH    | Pjevačica                      |
| Dušan Bućan    | 1976.          | Zagreb, Hrvatska | Glumac i voditelj              |
| Maja Šuput     | 1979.          | Zagreb, Hrvatska | Pjevačica                      |

## Pregled emisija
- Ep 1. - Saša
- Ep 2. - Luka
- Ep 3. - Maja Š.
- Ep 4. - Ivan
- Ep 5. - Ivana
- Ep 6. - Saša
- Ep 7. - Luka
- Ep 8. - Maja P.
- Ep 9. - Luka
- Ep 10. - Renata
- Ep 11. - Saša
- Ep 12 ( Finale ) - Saša

## Vanjske poveznice
- Official Site
- Službena Facebook stranica
- Službeni Youtube kanal
- Službeni Instagram profil
- Službeni Twitter profil